# Montezumia arizonensis
Montezumia arizonensis är en stekelart som beskrevs av Joseph Charles Bequaert 1940.
Montezumia arizonensis ingår i släktet Montezumia och familjen Eumenidae. Utöver nominatformen finns också underarten Montezumia arizonensis badius.